# 孙勤
孙勤（1953年—），浙江绍兴人，汉族，中华人民共和国政治人物、第十二届全国人民代表大会浙江地区代表。
毕业于中南矿冶学院探矿工程专业，加入中国共产党。2013年，被选为全国人大代表。前任中核集团董事长。